# Lomi lomi nui
Lomi Lomi Nui (haw. Lomi „pocieranie”, Nui „dużo”), masaż hawajski, przeprowadza się aby poprawić stan fizyczny i psychiczny. Do zabiegu stosowany jest ciepły olej oraz dźwięk w formie śpiewu, muzyki albo tańca masażysty, który do masażu wykorzystuje dłonie, przedramiona i łokcie, czasami zabieg jest przeprowadzany przez dwóch masażystów. Intensywność masażu dopasowuje się do potrzeb pacjenta. Ceremonia Lomi Lomi Nui ma działanie odprężające, poprawiające krążenie i stabilizację układu nerwowego. Na Hawajach, oprócz zastosowania leczniczego, masaż był elementem obrzędów inicjacji. W zależności od potrzeby w masażu wykorzystuje się hawajskie techniki pracy z ciałem Kino Mana.